# Una abuela virgen
Una abuela virgen es una película de Olegario Barrera protagonizada por Daniela Alvarado y Antonio Delli.

## Sinopsis
Todo sucede a partir de una noche en que el trompetista Alirio Guaramato, entre los estragos de una feroz borrachera, intenta desahogar sus penas tocando su instrumento y logra, por accidente, emitir la nota exacta reservada a los querubines que con las trompetas celestiales deberán resucitar a los muertos el Día del Juicio Final. 
La naturaleza se estremece ante tal acontecimiento fuera de tiempo y lugar. En el cementerio cercano se rompen los sellos de una lápida en el panteón familiar de Los García y resucita Antonieta, quien había muerto a los ochenta años pero extrañamente reaparece con la lozanía de los 20.  
Aturdida aún, Antonieta decide buscar una dirección que permanece en la laguna de su memoria y llega así al apartamento donde vive su nieta Mónica, soltera de 28 años. Mientras tanto, “desde lo alto” y enviado por el propio Creador, ha descendido el ángel huraño llamado Jazzaboalnitanken –Jazz para los amigos– con la misión de restablecer a toda costa el Orden Universal que ha sido roto.

## Elenco
| Actor                | Personaje                          |
| -------------------- | ---------------------------------- |
| Daniela Alvarado     | Antonieta García/ La Abuela Virgen |
| Antonio Delli        | El Ángel Jazz                      |
| Marlene De Andrade   | Mónica / La Nieta                  |
| Iván Tamayo          | Alirio/ El Trompetista             |
| Juan Pablo Raba      | Carlos "El Amante"                 |
| Carmen Julia Álvarez | Inés "La Conserje"                 |
| Carlos Acosta        | Comisario Vargas                   |
| Aura Rivas           | Jacinta "Madre del Trompetista"    |
| Jorge Canelón        | El Taxista                         |
| José León            | El Sepultero                       |